# 水上の挑戦者
『水上の挑戦者』（すいじょうのちょうせんしゃ）は、TBSが制作する競艇（ボートレース）を題材としたテレビ番組。

## 概要
過酷なレースを戦い抜く競艇選手→ボートレーサーをドキュメンタリーとして紹介する。
遅くとも2007年より不定期特番として放送されている。
2009年の総理大臣杯（現：ボートレースクラシック）より同大会を含む関東地区での一部SGレースが開催される際、「水上の挑戦者スペシャル」と題して番組内で優勝戦の生中継も行う。なお、2024年から中継タイトルが『GO！スプラッシュ』に変更された。
2014年には、ボートレース最高峰たるグランプリ（平和島）を初めて生中継した。同大会は、2020年にも中継を行った。
中継はTBS系列の一部とBS-TBSにて放送されるが、東海・近畿地区はそれぞれCBC・MBSではなく独立局での放送になることが多く、他の系列局もレースごとにネットの可否が分かれる。但し、近年は多くのTBS系列で中継されている 。

## 中継するレースの一覧
- 総理大臣杯→ボートレースクラシック （2009年 - 2010年）、（2012年[注 2] - 2013年）、（2016年）、（2019年 - 2020年）、（2023年 - 2024年）
- グランドチャンピオン （2019年）
- 全日本選手権→ボートレースダービー（2013年[注 3]）、（2017年）、（2021年）、（2024年）
- グランプリ （2014年）、（2020年）

## 出演者

### 進行
- 石井大裕（TBSアナウンサー）

### ゲスト
毎回出てくる。

### 実況
- 吉原完（フリーアナウンサー）（2013年10月20日～）それまでは、伊藤政昭が担当していた。

## スタッフ
2023年3月21日放送分
- 構成：牧田英士
- TM：八木真
- TD：執印圭
- カメラ：行方峻
- 音声：岩渕裕輔
- VE：大隅英志
- CG：秋津容子
- 六本木スタジオ
  - TD：村井陽亮
  - VE：高梨正三
  - 音声：荒田佳成
- スタジオ
  - TD：高越潤
  - VE：吉田悦記
  - 音声：石鍋邦広
- 編集・MA：TBS SPARKLE、TBS ACT、ミックビジョンMスタ
- 音響効果：斉藤文一
- ツイッター：角川摩莉子
- 美術プロデューサー：小美野淳一
- 美術デザイン：岩井愛
- 撮影協力：BOAT RACE平和島、BOAT RACE江戸川、BOAT RACE多摩川、BOAT RACE戸田、テレビクリエイションジャパン
- 映像協力：日本レジャーチャンネル
- 特別協力：BOAT RACE振興会
- 編成：竹内敦史、広瀬泰斗
- TK：伊藤佳加、小潟恵子
- AP：成田明莉、長谷川三芳
- AD：鈴木賢也、中澤圭巧、今城一輝
- ディレクター：青木喬、秋本英登、鴛海剛、川上尚史、梅澤多聞、小宮久幸、井川康弘、工藤渉、柳明香、安達憲一
- 演出：畔上健一
- 制作プロデューサー：山本創
- プロデューサー：高橋秀光（以前は編成）、佐藤徹弥
- 制作協力：TBS SPARKLE(スポーツアスリート本部スポーツ番組制作部)
- 制作：TBSテレビスポーツ局スポーツ番組制作部
- 製作著作：TBS

### 過去のスタッフ
- 構成：谷田彰吾
- カメラ：杉本載英
- VE：石川浩之
- スタジオ：
  - VE：吉田崇
- 六本木スタジオ
  - VE：大隅英志
  - 音声：菊哲也
- 編集・MA：東通
- 音響効果：十川公男、田中宏茂
- ツイッター：岩屋朝仁
- 美術制作：高山彩佳
- リサーチ：牧昭吾
- TK：伊藤佳加、岡田恵子
- 制作進行：宮本清彦
- AP：中嶋伊織
- デスク：大島史子
- AD：小平裕貴、登坂勇生、鈴木貴章、梅澤悠斗、黒田明日加、浦野健太、須藤茜、木場万尋
- ディレクター：根本教彦、尾崎啓一郎、石川亮介、宇野龍太郎、安永亮介／高橋功二、永野聖也、横関伸也
- 統括：大久保徳宏、前田啓二郎
- 総合演出：山田修
- プロデューサー：小杉康夫、後藤隆二、鈴木栄蔵、藤野信樹